# 말라위사우루스
말라위사우루스(Malawisaurus)는 중생대 백악기 전기, 오늘날 아프리카대륙에서 서식한 4족보행의 초식공룡이다. 학명은 화석이 발견된 지역인 말라위에서 유래하였고, "말라위의 도마뱀(Malawi lizard)"이라는 뜻을 갖고 있다.

## 형태
전체 몸 길이는 약 11m, 체중은 10t~11t가량 되었을 것으로 추정된다. 두개골은 작고 단단하며, 몸통은 비교적 가늘고 길다. 허리는 폭이 넓다. 앞다리는 가늘고 원시적인 티타노사우루스류에 속한다.